# Сігфред і Гальфдан
Сігфред і Гальфдан (д/н — між 877 та 891) — конунги Ютландії та островів.

## Життєпис
Між 864 та 867 роками помер або був повалений конунг Горік II. Його держава розпалася. Частину захопив Багсекг, іншу частину отримали Сігфред і Гальфдан. Напевне вони спочатку правили в Сконе та частині Зеландії або у центральній чи північній Ютландії. Про походження цих правителів точаться дискусії. Одні ототожнюють Гальфдана і Сігфреда з синами Рагнара Лодброк — Гальфданом і Сігурдом Зміїнооким відповідно. Втім відомо, що вони з 864 року переважно перебували в Британії, де вели війни з англосаксами.
Тому відбулася напевне плутанина через поширеність імен: правителів Ютландії сплутали з однойменними володарями Зеландії і Сконе. Про Сігфреда і Гальфдана є лише одна письмова згадка — 873 року, коли вони відправили посланців до короля Людовика II Німецького стосовно отримання дозволу на торгівлю данських купців в Саксонії. Конунги дістали згоду Східно-франкського короля. Встановлення прямих контактів з франкським королем стало можливим після загибелі Багсекга 871 року. За різними версіями Сігфред і Гальфдан загинули 877, 887 або 891 року. Обставини також різняться: під час участі в одному з походів до Британії, Фризії або в сутичці з іншими конунгами данів.
Відповідно Гальфдан загинув у 877 або 887 році. Сігфреда ототожнюють з конунгом Зігфредом, про якого йдеться в «Діяннях єпископів Льєжа». У 891 році він спільно з іншим конунгом годфредом атакував володіння східно-франкського короля Арнульфа. Спочатку успіх був на боці вікінгів, яким вдалося розбити військо королівських васалів в бою на річці Гьойл. Але потім дани (можливо також південні нормани) зіткнулися з військом, яке особисто очолював король. В результаті запеклого бою при Льовені військо Сігфреда було повністю розгромлено, а конунг і безліч данів (норманів) загинули. Ця поразка поклала край масовим набігам вікінгів на землі Східно-Франкського королівства. З 891 року відомий інший данський конунг — Гельге.